# Лісне (Тверська область)
Лісне — село в Росії, на півночі Тверської області, адміністративний центр Лісного району.
Розташоване за 191 км на північ від обласного центру Твері на невеликих річках Чурмановка та Нашатиренка (впадають в Сарагожу, басейн Волги) та озері Кремінь.
Найближча залізнична станція — Пестово (залізниця Сонково — Санкт-Петербург) — 42 кілометри.
Через Лісне проходить автомобільна дорога Максатиха — Лісове — Пестово.

## Чисельність населення
| 1959 | 1970 | 1979 | 2002 |
| ---- | ---- | ---- | ---- |
| 1025 | 1016 | 1468 | 1949 |

Населення збільшувалася стрибками в останні роки за рахунок приєднання до села сусідніх присілків Пустая, Лукіно, Романово.

## Історія
Село вперше згадано в 1545 як цвинтар Смердинь в новгородських писцових книгах. До кінця XVI століття землі навколо Смердині і саме село прийшли в запустіння через втечу селян від опричнини та непосильних податків. У середині XVII століття в масовому порядку переселяються карели, значна їх частина осіла в околицях села. У 1930 село було перейменовано в Лісне та стало центром однойменного району.

## Економіка
Ліспромгосп, пекарня.

## Пам'ятки та культура
У самому селі пам'яток не збереглося.